# Nymphalis teloides-lucidocellata
Nymphalis teloides-lucidocellata är en fjärilsart som beskrevs av Reuss 1911. Nymphalis teloides-lucidocellata ingår i släktet Nymphalis och familjen praktfjärilar. Inga underarter finns listade i Catalogue of Life.